# Alberto Romão Madruga da Costa
Alberto Romão Madruga da Costa GCIH • GCM (Horta, 15 de abril de 1940 – Ponta Delgada, 14 de novembro de 2014) foi um político açoriano. Militante do PSD, foi deputado à Assembleia Regional dos Açores e Secretário Regional dos Transportes e Turismo no I e no II Governo Regional dos Açores, tendo ocupado ainda por duas vezes a presidência do parlamento açoriano, entre 1978 e 1979 e entre 1991 e 1995.

## Biografia
Nascido na cidade da Horta, realizou o estudos básicos e secundários nessa cidade e depois em Ponta Delgada. Ingressou na Universidade de Lisboa, transferindo-se para a Universidade de Coimbra, onde fez o 4.º ano de Filologia Germânica.
Regressado aos Açores, ingressou nos quadros do Banco Português do Atlântico, desenvolvendo uma carreira como bancário na cidade da Horta. Após a Revolução de 25 de Abril de 1974 foi militante do PPD/PSD, ingressando na vida política como deputado regional, pelo círculo da ilha do Faial, cargo que exerceu durante seis legislaturas consecutivas (24 anos), entre 1976 e 2000.
Entre 1978 e 1995, foi eleito, em três períodos, presidente da Assembleia Legislativa dos Açores, tendo também assumido o cargo de vice-presidente daquele Parlamento e de líder da bancada do PSD. No âmbito partidário, desempenhou vários cargos, nomeadamente presidente da Comissão Política do Faial, de vice-presidente da Comissão Política Regional e de presidente da Mesa do Congresso em diversas ocasiões.
Foi Secretário Regional dos Transportes e Turismo no I e no II Governo Regional e Presidente do VI Governo Regional dos Açores, na sequência da demissão de Mota Amaral, de 20 de outubro de 1995 a 8 de novembro de 1996. Durante este período distinguiu-se por um perfil discreto e pouco interventivo.
Em junho de 1995, foi agraciado pelo Presidente da República com a Grã-Cruz da Ordem do Mérito. Em maio de 2006, a Assembleia Regional atribuiu-lhe a Insígnia Autonómica de Valor. Em janeiro de 2010, foi agraciado com a Grã-Cruz da Ordem do Infante D. Henrique.
Afastado da vida política ativa na sequência das eleições legislativas de 1996, teve uma breve incursão na comunicação social, como diretor, durante cerca de um ano, do jornal Correio da Horta, propriedade da Diocese de Angra e entretanto extinto.
Foi nomeado administrador não executivo da EDA - Empresa de Electricidade dos Açores.